# Lonsdaleite
《2024 BAEKHYUN ASIA TOUR "Lonsdaleite"》는 EXO의 멤버 백현의 첫 번째 콘서트 투어이다.

## 개요
2024년 1월 22일, 백현의 단독 레이블인 INB100은 공식 SNS를 통해 백현의 첫번째 아시아 투어의 국내외 상세 일정을 발표하였고, 뒤이어 2월 8일 포스터와 예매 일정이 공개되었으며, 티켓 예매는 2월 14일, 팬클럽 선예매가, 20일에는 일반 예매가 멜론티켓을 통해 진행되었다.

## Lonsdaleite [dot]
2024년 6월 14일, 백현의 단독 레이블인 INB100은 공식 SNS를 통해 백현의 첫번째 아시아 투어의 피날레를 장식할 앙코르 콘서트의 상세 일정을 발표하였고 티켓 예매는 6월 18일, 팬클럽 선예매가, 21일에는 일반 예매가 멜론티켓을 통해 진행되었으며, 선예매를 통해 양일간의 공연이 전석 매진되는 기록을 남겼다.
백현은 29회에 걸친 아시아 투어를 통해 약 28만명의 누적 관객을 기록하였다.

## 투어 일정
| 일정            | 도시     | 국가       | 장소                                        | 관객 동원     |
| --------------- | -------- | ---------- | ------------------------------------------- | ------------- |
| 2024년 3월 16일 | 서울     | 대한민국   | 올림픽체조경기장                            | 통산 25,000명 |
| 2024년 3월 17일 | 서울     | 대한민국   | 올림픽체조경기장                            | 통산 25,000명 |
| 2024년 3월 23일 | 도쿄     | 일본       | 무사시노모리 종합 스포츠 플라자 메인 아레나 | 통산 20,000명 |
| 2024년 3월 24일 | 도쿄     | 일본       | 무사시노모리 종합 스포츠 플라자 메인 아레나 | 통산 20,000명 |
| 2024년 3월 28일 | 싱가포르 | 싱가포르   | 리조트 월드 볼룸                            | 6,500명       |
| 2024년 4월 6일  | 호치민   | 베트남     | 밀리터리 존 7 인도어 스포츠 컴플렉스        | 통산 16,000명 |
| 2024년 4월 7일  | 호치민   | 베트남     | 밀리터리 존 7 인도어 스포츠 컴플렉스        | 통산 16,000명 |
| 2024년 4월 13일 | 마닐라   | 필리핀     | 스마트 아라네타 콜로세움                    | 15,000명      |
| 2024년 4월 20일 | 지바현   | 일본       | 마쿠하리 멧세 이벤트 홀                     | 통산 18,000명 |
| 2024년 4월 21일 | 지바현   | 일본       | 마쿠하리 멧세 이벤트 홀                     | 통산 18,000명 |
| 2024년 4월 27일 | 후쿠오카 | 일본       | 후쿠오카 컨벤션 센터                        | 통산 20,000명 |
| 2024년 4월 28일 | 후쿠오카 | 일본       | 후쿠오카 컨벤션 센터                        | 통산 20,000명 |
| 2024년 5월 4일  | 타이베이 | 대만       | NTSU 아레나                                 | 통산 30,000명 |
| 2024년 5월 5일  | 타이베이 | 대만       | NTSU 아레나                                 | 통산 30,000명 |
| 2024년 5월 10일 | 고베     | 일본       | 고베 월드 기념 홀                           | 통산 30,000명 |
| 2024년 5월 11일 | 고베     | 일본       | 고베 월드 기념 홀                           | 통산 30,000명 |
| 2024년 5월 12일 | 고베     | 일본       | 고베 월드 기념 홀                           | 통산 30,000명 |
| 2024년 5월 16일 | 미야기   | 일본       | 세키스이 하임 슈퍼 아레나                   | 통산 14,000명 |
| 2024년 5월 17일 | 미야기   | 일본       | 세키스이 하임 슈퍼 아레나                   | 통산 14,000명 |
| 2024년 6월 1일  | 자카르타 | 인도네시아 | 인도네시아 컨벤션 전시장 5홀                | 통산 20,000명 |
| 2024년 6월 2일  | 자카르타 | 인도네시아 | 인도네시아 컨벤션 전시장 5홀                | 통산 20,000명 |
| 2024년 6월 8일  | 홍콩     | 홍콩       | 아시아 월드 서미트                          | 통산 15,000명 |
| 2024년 6월 9일  | 홍콩     | 홍콩       | 아시아 월드 서미트                          | 통산 15,000명 |
| 2024년 6월 10일 | 홍콩     | 홍콩       | 아시아 월드 서미트                          | 통산 15,000명 |
| 2024년 6월 15일 | 방콕     | 태국       | 임팩트 전시장 7-8홀                         | 통산 16,000명 |
| 2024년 6월 16일 | 방콕     | 태국       | 임팩트 전시장 7-8홀                         | 통산 16,000명 |
| 2024년 6월 29일 | 마카오   | 마카오     | 갤럭시 아레나                               | 12,000명      |
| 2024년 7월 27일 | 서울     | 대한민국   | 올림픽체조경기장[dot]                       | 통산 25,000명 |
| 2024년 7월 28일 | 서울     | 대한민국   | 올림픽체조경기장[dot]                       | 통산 25,000명 |

## 세트 리스트
- Opening VCR -
- Diamond
- PLAYBOY
- Stay Up
- Ice Queen

- Ment -
- UN Village
- Love Scene
- Bungee
- Love Again
- Cry For Love

- VCR #2 -
- Ghost
- Underwater
- Bambi

- VCR #3 -
- Poppin'
- R U Ridin'

- Ment -
- Betcha
- Candy

- Encore VCR -
- PARANOIA

- Ment -
- Privacy
- 공중정원 (Garden In The Air)

- Ment -
- 놀이공원 (Amusement Park)

- Opening VCR -
- Diamond
- PLAYBOY
- Stay Up
- Ice Queen

- Ment -
- Love Scene
- Love Again
- Bungee

- Ment -
- UN Viliage

- Ment -
- Rendez-Vous

- VCR #2 -
- Ghost
- Underwater
- Bambi

- VCR #3 -
- Poppin'
- R U Ridin'

- Ment -
- Betcha
- Candy

- Encore VCR -
- PARANOIA

- Ment -
- Privacy
- 공중정원 (Garden In The Air)

- Ment -
- 놀이공원 (Amusement Park)

- Double Encore -
- Dream
- 두근거려 (Beautiful)27일 / 바래다줄게 (Take You Home)28일

- Ending -

## 관련 필모그래피
| 연도 | 종류 | 제목                                   | 개봉      | 비고 |
| ---- | ---- | -------------------------------------- | --------- | ---- |
| 2024 | 영화 | BAEKHYUN: Lonsdaleite [dot] in cinemas | 11월 27일 | -    |

## 관련 디스코그래피

### DVD
| 종류 | DVD 정보                                                                           |
| ---- | ---------------------------------------------------------------------------------- |
| DVD  | 《2024 BAEKHYUN ASIA TOUR [Lonsdaleite] In SEOUL》 DVD - 발매일 : 2024년 11월 15일 |

### 블루레이
| 종류     | 블루레이 정보                                                                          |
| -------- | -------------------------------------------------------------------------------------- |
| 블루레이 | 《2024 BAEKHYUN ASIA TOUR [Lonsdaleite] In SEOUL》 Blu-ray - 발매일 : 2024년 11월 15일 |

## 제작
- 주최, 주관 : 아이앤비100, 쇼노트
- 제작 : 쇼노트